# Kristin Austgulen Fosnæs
Kristin Austgulen Fosnæs (ur. 30 maja 2000) – norweska biegaczka narciarska, wicemistrzyni świata, mistrzyni świata juniorek oraz trzykrotna medalistka mistrzostw świata młodzieżowców.

## Kariera
Po raz pierwszy na arenie międzynarodowej pojawiła się 26 listopada 2016 roku w miejscowości Gålå, gdzie w zawodach juniorskich zajęła 17. miejsce w sprincie techniką klasyczną. W 2019 roku wystartowała na mistrzostwach świata juniorów w Lahti, zdobywając złoty medal w sztafecie. Podczas rozgrywanych trzy lata później mistrzostw świata młodzieżowców w Lygna zwyciężyła w sztafecie mieszanej. Ponadto na mistrzostwach świata młodzieżowców w Whistler w 2023 roku była najlepsza w biegu na 20 km stylem klasycznym i druga w sprincie klasykiem.
W Pucharze Świata zadebiutowała 6 lutego 2021 roku w Ulricehamn, gdzie w sprincie stylem dowolnym zajęła 25. miejsce. Tym samym już w debiucie zdobyła pierwsze pucharowe punkty.

## Osiągnięcia

### Mistrzostwa świata
| Miejsce | Dzień   | Rok  | Miejscowość | Konkurencja              | Czas biegu | Strata  | Zwyciężczyni   |
| ------- | ------- | ---- | ----------- | ------------------------ | ---------- | ------- | -------------- |
| 10.     | 2 marca | 2025 | Trondheim   | 20 km bieg łączony       | 47:57,1    | +1:44,8 | Ebba Andersson |
| 2.      | 7 marca | 2025 | Trondheim   | Bieg sztafetowy 4×7,5 km | 1:15:41,5  | +0,7    | Szwecja        |

### Mistrzostwa świata juniorów
| Miejsce | Dzień       | Rok  | Miejscowość    | Konkurencja                          | Czas biegu | Strata  | Zwyciężczyni            |
| ------- | ----------- | ---- | -------------- | ------------------------------------ | ---------- | ------- | ----------------------- |
| 9.      | 20 stycznia | 2019 | Lahti          | Sprint stylem klasycznym             | 3:23,12    | —       | Kristine Stavås Skistad |
| 1.      | 22 stycznia | 2019 | Lahti          | bieg sztafetowy 4×3,3 km             | 35:24,7    | —       | —                       |
| 37.     | 29 lutego   | 2020 | Oberwiesenthal | Sprint stylem dowolnym               | 2:33,41    | —       | Louise Lindström        |
| 33.     | 4 marca     | 2020 | Oberwiesenthal | 15 km stylem dowolnym (start masowy) | 35:55,6    | +3:36,6 | Helene Marie Fossesholm |
| 6.      | 6 marca     | 2020 | Oberwiesenthal | bieg sztafetowy 4×3,3 km             | 35:08,6    | +1:08,9 | Szwajcaria              |

### Mistrzostwa świata młodzieżowców (U-23)
| Miejsce | Dzień       | Rok  | Miejscowość | Konkurencja                     | Czas biegu | Strata  | Zwyciężczyni  |
| ------- | ----------- | ---- | ----------- | ------------------------------- | ---------- | ------- | ------------- |
| 14.     | 24 lutego   | 2022 | Lygna       | 10 km stylem klasycznym         | 29:59,8    | +1:29,8 | Anja Weber    |
| 15.     | 26 lutego   | 2022 | Lygna       | Sprint stylem dowolnym          | 2:34,79    | —       | Moa Hansson   |
| 1.      | 27 lutego   | 2022 | Lygna       | bieg sztafetowy mieszany 4×5 km | 49:20,5    | —       | —             |
| 2.      | 29 stycznia | 2023 | Whistler    | Sprint stylem klasycznym        | 3:07,58    | +0,71   | Jasmin Kähärä |
| 1.      | 31 stycznia | 2023 | Whistler    | 20 km stylem klasycznym         | 1:01:40,0  | —       | —             |

### Puchar Świata

#### Miejsca w klasyfikacji generalnej
| Sezon     | Miejsce |
| --------- | ------- |
| 2020/2021 | 93.     |
| 2022/2023 | 69.     |
| 2023/2024 | 24.     |
| 2024/2025 | 13.     |

#### Miejsca na podium w zawodach
Fosnæs nie stanęła na podium indywidualnych zawodów PŚ.